# Poa gunnii
Poa gunnii är en gräsart som beskrevs av Joyce Winifred Vickery. Poa gunnii ingår i släktet gröen, och familjen gräs. Inga underarter finns listade i Catalogue of Life.